# Münchhausen-Grundschule

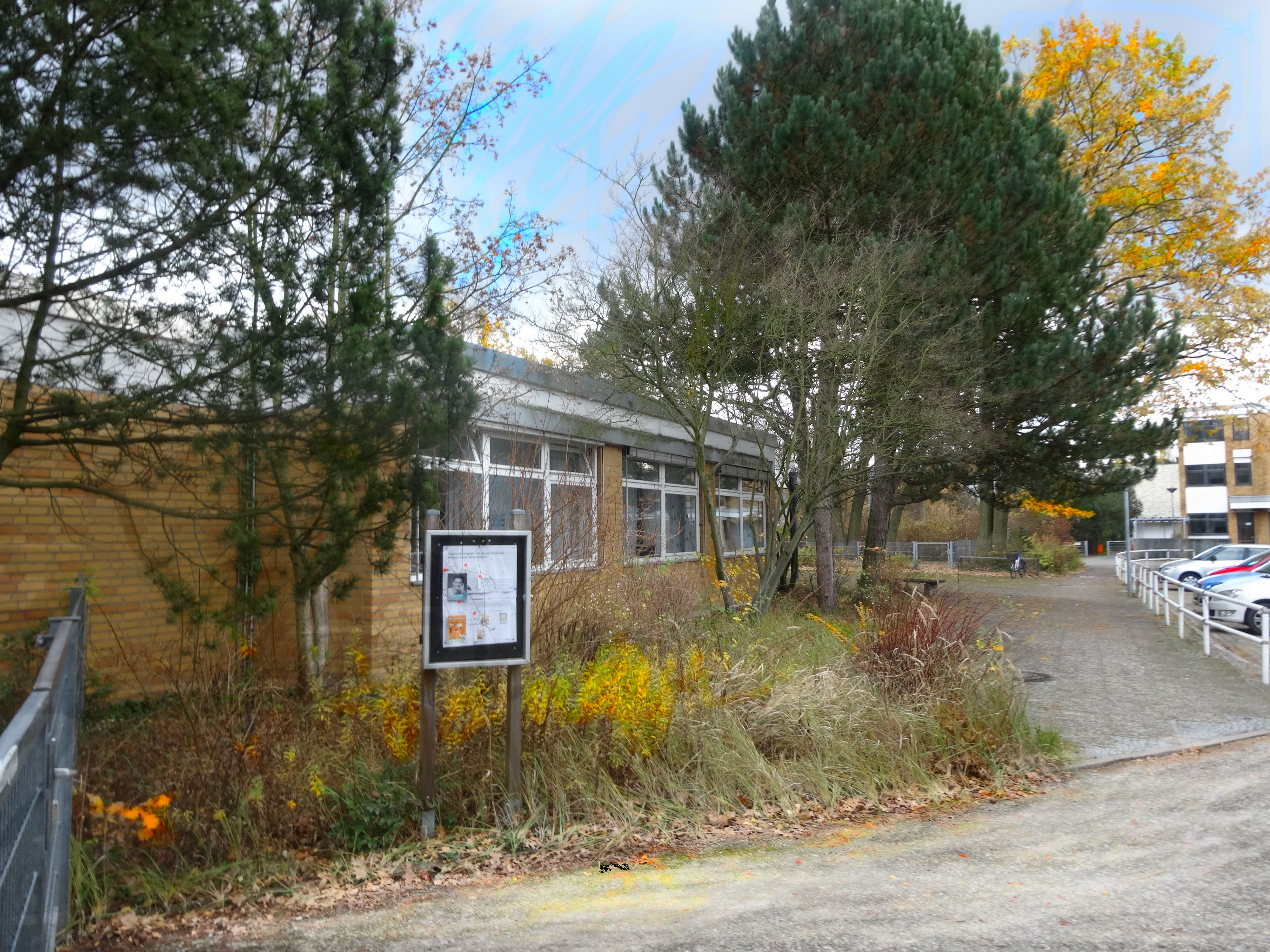
Filiale der Münchhausen-Grundschule

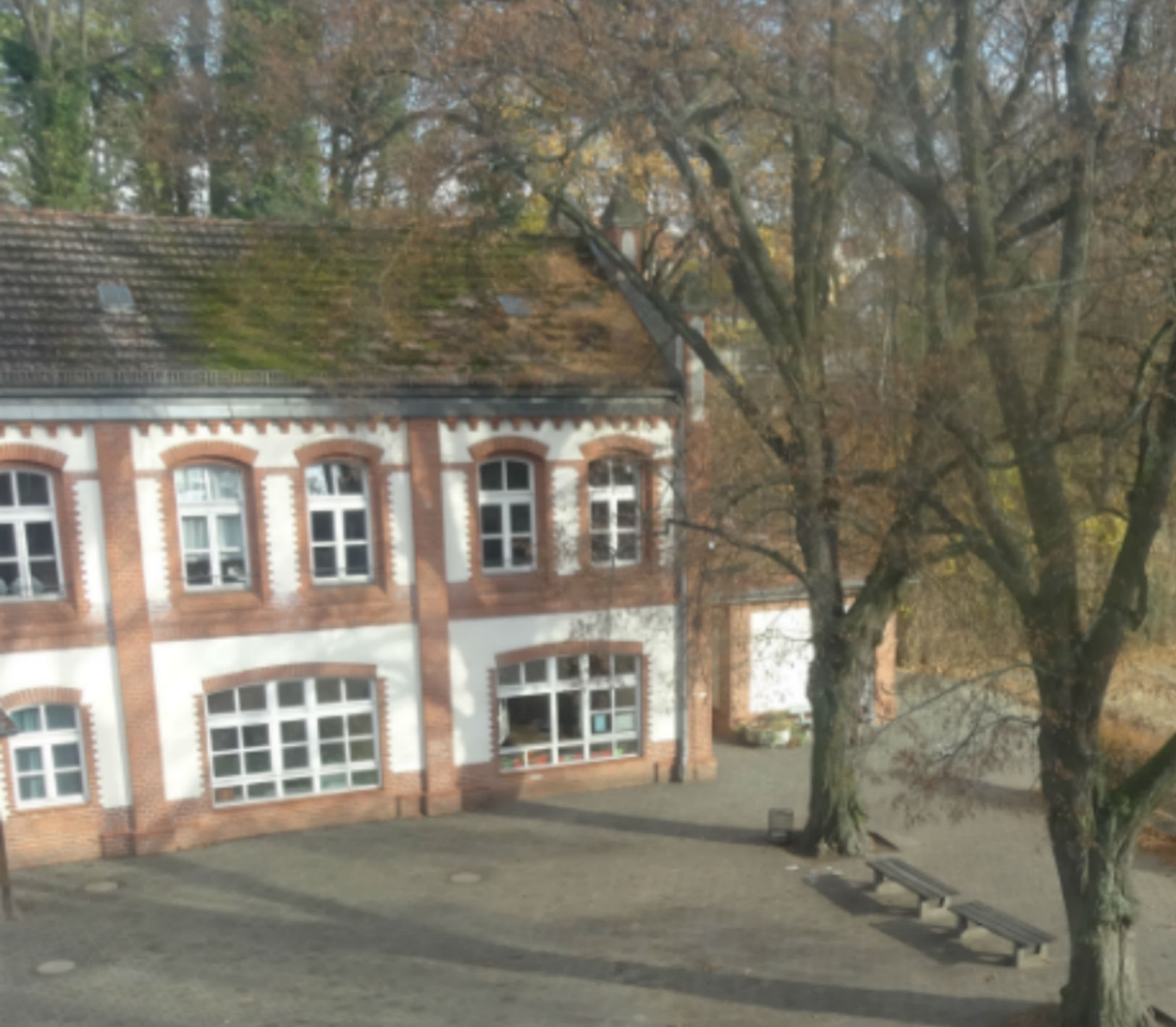
Schulstation

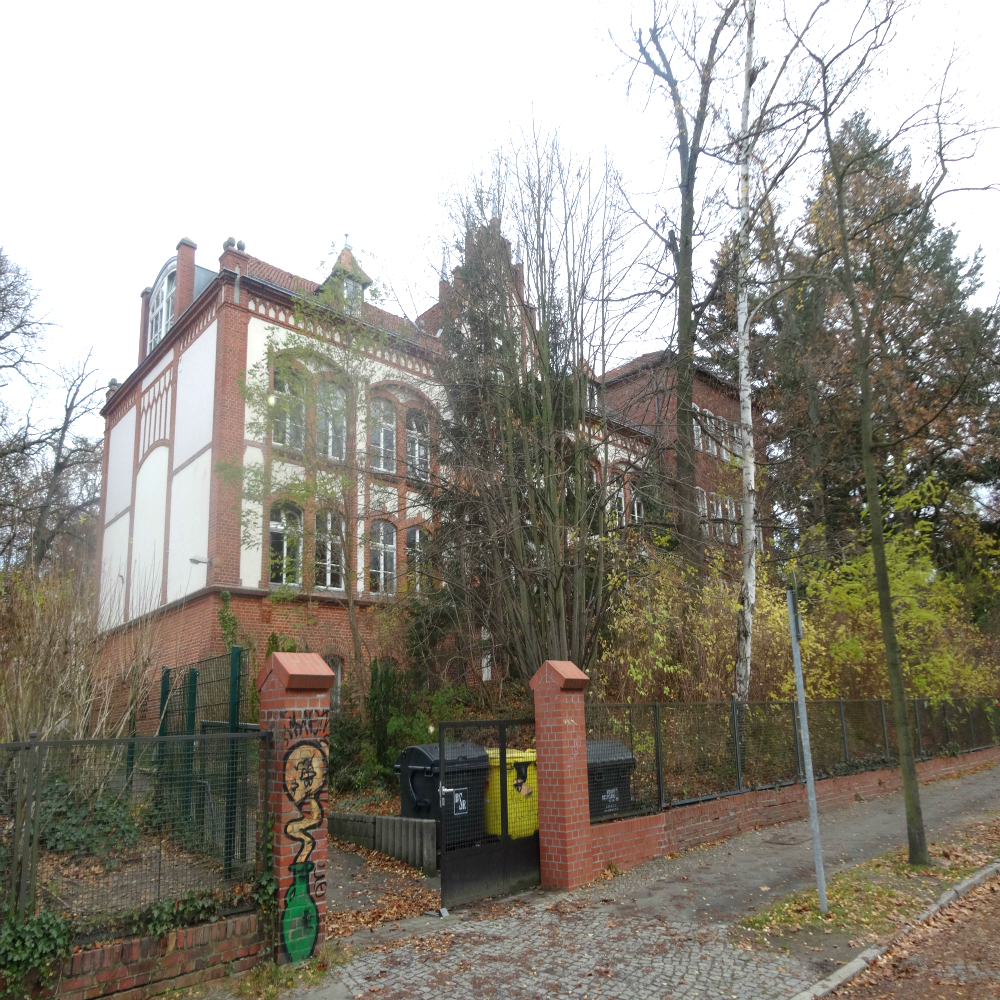
Eckfassade Straßenfront

Die Münchhausen-Grundschule (Eigenschreibweise: Münchhausen Grundschule; ⓘ) ist eine öffentliche Grundschule im Berliner Bezirk Reinickendorf, Ortsteil Waidmannslust, mit offenem Ganztagesangebot. In der Schulanfangsphase gibt es jahrgangsübergreifende Lerngruppen. Das Hauptgebäude wurde 1901 fertiggestellt und steht unter Denkmalschutz.

## Geschichte
Bis 1910 befand sich im Gebäude der heutigen Schule die Waidmannsluster Feuerwache. 1911 zog dann die Grundschule ein.
Zu Westberliner Zeiten trug die Schule die (bezirksbezogene) Bezeichnung 19G (19. Grundschule). 1971 wurden alle Schulen, die als Kennzeichen nur Nummern führten, aufgefordert, sich einen Namen auszusuchen. Es gab Vorschläge wie „Waidmannsluster Grundschule“ oder „Artemis-Grundschule“, doch diese Vorschläge wurden vom Bezirk zurückgewiesen. Schließlich sollte die Schule den Namen des verstorbenen Politikers Fritz Erler erhalten. Diesen Namen wollte die Schule aber nicht, da man jungen Grundschulkindern so etwas noch nicht erklären könne. Als eine Schule in Reinickendorf-Ost den Namen Till Eulenspiegel annehmen durfte, wurde von der Schule der Name Münchhausen vorgeschlagen.
2001 wurde das hundertjährige Jubiläum gefeiert.

## Gebäude

### Hauptareal
Das Hauptgebäude, in dem die Klassenstufen drei bis sechs untergebracht sind, besteht aus drei Stockwerken und ist ein Backsteinbau im Stil des Historismus. Es gibt einen Haupthof, einen Sportplatz, einen Spielplatz und einen Hofteil mit Balancierbalken. Der Sportplatz hat zwei große Fußballtore und vier Basketballkörbe. Der Boden besteht aus rotem Insitu-Boden. Auf dem Haupthof gibt es drei Tischtennisplatten. Der Boden besteht aus Pflaster. Der schöne Spielplatz mit Rutsche, zwei Klettergerüsten, einer Kletterwand und einer ungefähr zwei Meter langen Hängebrücke musste dem dringend benötigten Mensagebäude weichen und wird von den Kindern sehr vermisst. Das Haus wurde im Auftrag der Landgemeinde Lübars von dem Architekten Emil Bopst entworfen, die Ausführung besorgte 1901 August Seeger. In einer zweiten Bauphase wurde die Schule in den Jahren 1936 bis 1937 durch das Hochbau- und Siedlungsamt Reinickendorf unter der Federführung des Architekten Haase um einen Flügel erweitert. Der Baukörper ist ein in Nordwest-Südost-Richtung ausgerichtetes Rechteck, an dessen Südostende sich der senkrecht zum Hauptflügel stehende 30er-Jahre-Anbau anschließt. Im ebenfalls 1901 fertiggestellten Nebengebäude, das dem Hauptflügel gegenüberstehend den Schulhof begrenzt, befinden sich eine Turnhalle, ein großer Raum im Erdgeschoss, den sich die VHG mit der 2024 neu eröffneten Schülerbibliothek teilt, sowie zwei Fachräume im Obergeschoss, der Französisch- und der Kunstraum.

### Filiale
Es gibt eine Filiale in der Cité Foch, in der die Klassenstufen 1 und 2 sowie zwei Willkommensklassen untergebracht sind. Dieses Gebäude wurde als Vorschule Saint-Exupéry für die Kinder der französischen Streitkräfte erbaut und bis 1994 genutzt. Nach dem Abzug der Streitkräfte wurde es als Filiale der Münchhausen-Grundschule in das Berliner Schulwesen integriert. 
Es handelt sich um einen ein-, in geringem Umfang zweigeschossigen Flachbau im Stil der späten 1960er bzw. frühen 1970er Jahre, der baulich an die Bedürfnisse der jüngeren Klassenstufen angepasst ist. Er bildet eine genetische Einheit mit dem Komplex der ehemaligen französischen Grundschule École Victor Hugo, der heute das Romain-Rolland-Gymnasium beherbergt.

## Schulisches Angebot

### Fremdsprachen
In der dritten Klasse kann zwischen Englisch und Französisch als erste Fremdsprache gewählt werden.
Die Münchhausen-Grundschule hat eine Partnerschaft mit der französischen Schule Simón Bolívar (benannt nach dem gleichnamigen Unabhängigkeitskämpfer) im 19. Arrondissement von Paris. Jedes Jahr im Frühling wird für die Schüler der sechsten Klassen, die Französisch als erste Fremdsprache gewählt haben, eine Reise nach Paris angeboten.

### Projekte
In der vierten Klasse können die Kinder sich zu Schulmediatoren ausbilden lassen. Es gibt Klassenfahrten und eine Skireise. 
Während des Schuljahres finden regelmäßig Ausflüge statt, zum Beispiel ins Atrium (Reinickendorfer Jugendkunstschule) oder ins Museum für Verkehr und Technik.

### Arbeitsgemeinschaften
An der Schule gibt es Wahlpflichtkurse. Am Anfang jedes Halbjahres darf sich jedes Kind einen neuen Kurs aussuchen. Das Kursangebot umfasst Töpfern, Schule verschönern, Basketball, Badminton, Gemüseanbau, Englisch, Französisch, Theater, Trommeln und Gestalten der Schulwebsite.